# Wilhelmine
Wilhelmine ist ein weiblicher Vorname.

## Herkunft und Bedeutung
Der Name Wilhelmine entstammt dem Althochdeutschen. Dieser Name stellt einen Diminutiv von Wilhelma, der weiblichen Variante von Wilhelm, dar.
Der Name setzt sich aus den althochdeutschen Elementen wilio „Wille“, „Wunsch“, „Verlangen“ und helm „Helm“, „Schutz“ zusammen.

## Verbreitung
Die erste dokumentierte Nutzung von Wilhelmine als Vorname stammt aus dem 17. Jahrhundert in Dänemark. Dort wurde er insbesondere bis in die 2010er Jahre hinein genutzt. Auch in Norwegen war er vom 18. Jahrhundert bis ca. 1930 verbreitet, während er heute in beiden Ländern nur noch selten vergeben wird.
In Deutschland zählte Wilhelmine bis zum Ersten Weltkrieg zu den beliebtesten Mädchennamen, auch wenn er nicht zu den Topnamen zählte. Seit den 1910er Jahren sank seine Popularität, bis er schließlich außer Mode geriet. Zuletzt wurde der Name wieder häufiger vergeben, kommt jedoch nach wie vor selten vor. Zwischen 2010 und 2021 wurden etwa 500 Mädchen Wilhelmine genannt. Der Name kommt in erster Linie in Ostdeutschland vor und ist insbesondere in Brandenburg beliebt.

## Varianten
- Deutsch: Wilhelmine, Wilhelmina
  - Diminutiv: Hilma, Elma, Helma, Helmine, Minna, Wilma, Mine, Mina
- Englisch: Wilhelmina
  - Diminutiv: Billie, Mina, Minnie, Velma, Willa, Willie, Wilma
    - Mittelalterlich: Wilmot
- Finnisch: Vilhelmiina, Wilhelmiina
  - Diminutiv: Helmi, Iina, Miina, Mimmi, Minna, Vilma, Hilma
- Italienisch: Guglielma, Guglielmina
- Litauisch: Vilhelmina
  - Diminutiv: Vilma
- Niederländisch: Wilhelmina, Willemijn, Willemina
  - Diminutiv: Elma, Helma, Mien, Mina, Wil, Willy, Wilma
- Portugiesisch: Guilhermina
  - Diminutiv: Vilma
- Schwedisch: Vilhelmina, Vilhelmiina, Wilhelmiina
  - Diminutiv: Helmi, Mimmi, Minna, Vilma, Wilma, Hilma
- Spanisch: Guillermina

## Namenstage
Der Namenstag von Wilhelmine wird nach Wilhelmine von Villefranche am 19. September gefeiert.

## Namensträgerinnen
Aufgrund der Fülle an Namensträgerinnen kann hier nur eine Auswahl aufgeführt werden. Eine vollständige Liste aller Namensträgerinnen kann über die Wikipedia-Namenssuche ermittelt werden.
chronologisch
- Wilhelmine Ernestine von Dänemark (1650–1706), dänische Prinzessin aus dem Haus Oldenburg und Kurfürstin von der Pfalz
- Wilhelmine Amalie von Braunschweig-Lüneburg (1673–1742), römisch-deutsche Kaiserin
- Wilhelmine von Preußen (1709–1758), deutsche Kunstmäzenin, Komponistin und Opernintendantin, Gründerin des Markgräflichen Opernhauses
- Wilhelmine von Preußen (1751–1820), Ehefrau des niederländischen Statthalters Wilhelm V. (Oranien)
- Wilhelmine von Lichtenau (1752–1820), Geliebte und Vertraute von Friedrich Wilhelm II., Gräfin von Lichtenau
- Wilhelmine Müller (1767–1806), deutsche Dichterin und Herausgeberin
- Wilhelmine von Preußen (1774–1837), Ehefrau des niederländischen Königs Wilhelm I.
- Wilhelmine Halberstadt (1776–1841), deutsche Pädagogin und Schriftstellerin
- Wilhelmine von Sagan (1776–1841), Prinzessin des österreichischen Herzogtums Kurland und Semgallen
- Wilhelmine von Baden (1788–1836), Großherzogin von Hessen und bei Rhein, Ehefrau von Großherzog Ludwig II.
- Wilhelmine Reichard (1788–1848), erste deutsche Ballonfahrerin
- Wilhelmine Herzlieb (1789–1865), Angebetete und Muse Johann Wolfgang von Goethes
- Wilhelmine Schröder-Devrient (1804–1860), deutsche Opern- und Konzertsängerin (Sopran)
- Wilhelmine von Dänemark (1808–1891), dänische Kronprinzessin und Herzogin von Glücksburg
- Wilhelmine von Hillern (1836–1916), deutsche Schriftstellerin und Schauspielerin
- Wilhelmina von Oranien-Nassau (1880–1962), erste Königin der Niederlande
- Wilhelmine Lübke (1885–1981), deutsche Studienrätin und Ehefrau des Bundespräsidenten Heinrich Lübke
- Wilhelmine Siefkes (1890–1984), niederdeutsche Schriftstellerin
- Wilhelmine Wittka (1893–1975), niedersorbische Dichterin und Autorin
- Wilhelmina von Bremen (1909–1976), US-amerikanische Leichtathletin und Olympiasiegerin
- Wilhelmine Schneider (* 1990), deutsche Sängerin siehe Wilhelmine (Sängerin)